# Desa Pilang (administrativ by i Indonesien, Jawa Tengah, lat -7,21, long 111,40)
Desa Pilang är en administrativ by i Indonesien.   Den ligger i provinsen Jawa Tengah, i den västra delen av landet, 500 km öster om huvudstaden Jakarta.